# Przygody Hucka Finna (anime)
Przygody Hucka Finna (jap. Huckleberry Finn Monogatari) – japoński serial anime z 1991 roku zrealizowany na motywach powieści Marka Twaina pt. Przygody Hucka.

## Fabuła
Anime opowiada o losach chłopca imieniem Huck Finn, który przeżywa wiele fascynujących przygód.

## Postacie
- Huckleberry Finn
- Tom Sawyer

## Wersja polska
W Polsce serial był emitowany w latach 90. na antenie TVP2, Polsat 2 oraz na nieistniejącym już kanale Smyk.

## Wersja japońska

### Obsada
- Yōko Matsuoka – Huck
- Chie Satō – Jim
- Kumiko Nishihara – Becky
- Shinobu Adachi – Tom
- Hirotaka Suzuoki – Billy Salivan
- Mari Nakamura – Widow Douglas
- Mika Kanai – Charlotte
- Yuri Amano – Pani Watson

### Piosenki
- Czołówka: Moment w wykonaniu Utako Kida
- Tyłówka: Paradice in Your Eyes w wykonaniu Utako Kida

## Lista odcinków
| Nr  | Tytuł polski                   | Tytuł japoński                                                          |
| --- | ------------------------------ | ----------------------------------------------------------------------- |
| 01. | Huck i Tomek                   | Hakku to tomu (jap. ハックとトム)                                       |
| 02. | Huck buduje szałas             | Hakku, koya wotsukuru (jap. ハック、小屋をつくる)                       |
| 03. |                                | Hakku, yūrei yashiki ni iku (jap. ハック、幽霊屋敷に行く)               |
| 04. | Huck idzie do cyrku            | Hakku, sakasu ni iku (jap. ハック、サーカスに行く)                      |
| 05. | Huck szuka skarbów             | Hakku, takara sagashi suru (jap. ハック、宝探しする)                    |
| 06. | Huck zostaje milionerem        | Hakku, ooganemochi chininaru (jap. ハック、大金持ちになる)              |
| 07. | Huck opętany przez diabła      | Hakku, akuma ni tori tsuka reru (jap. ハック、悪魔に取り憑かれる)       |
| 08. | Huck ucieka z domu             | Hakku, iede suru (jap. ハック、家出する)                                |
| 09. | Zjawia się ojciec Hucka        | Hakku no oyaji araware ru (jap. ハックの親父現れる)                     |
| 10. | Huck wyrusza w podróż          | Hakku, tabidatsu (jap. ハック、旅立つ)                                  |
| 11. | Huck zostaje dziewczynką       | Hakku, onnanoko ninaru (jap. ハック、女の子になる)                      |
| 12. | Huck wsiada na parowiec        | Hakku, jōkisen ni noru (jap. ハック、蒸気船に乗る)                      |
| 13. | Huck kłóci się z Jimem         | Hakku, jimu to kenka suru (jap. ハック、ジムとケンカする)               |
| 14. | Huck spotyka burzę             | Hakku, arashi ni au (jap. ハック、嵐に遭う)                             |
| 15. |                                | Hakku, nanpasen ni au (jap. ハック、難破船に遭う)                       |
| 16. | Huck się gubi                  | Hakku, maigo ninaru (jap. ハック、迷子になる)                           |
| 17. | Huck omotany przez dziewczynkę | Hakku, shōjo ni furimawasa reru (jap. ハック、少女に振り回される)       |
| 18. | Huck zostaje kupidynem         | Hakku, kyupitto ninaru (jap. ハック、キューピットになる)                |
| 19. | Huck zakochuje się             | Hakku, koi wosuru? (jap. ハック、恋をする?)                             |
| 20. | Huck pełen wigoru              | Hakku, daikatsuyaku suru (jap. ハック、大活躍する)                      |
| 21. | Huck spotyka króla             | Hakku, ōsama ni au (jap. ハック、王様に会う)                            |
| 22. | Huck demaskuje króla           | Hakku, ōsama no bake no kawa wohagu (jap. ハック、王様の化けの皮をはぐ) |
| 23. |                                | Hakku, danchō ni saikai suru (jap. ハック、団長に再会する)              |
| 24. | Huck wsiada do pociągu         | Hakku, kisha ni noru (jap. ハック、汽車に乗る)                          |
| 25. | Huck otrzymuje nowe imię       | Hakku, atarashi i namae ninaru (jap. ハック、新しい名前になる)          |
| 26. | Huck, Jim i Tomek              | Hakku to jimu, soshite tomu to (jap. ハックとジム、そしてトムと)        |